# Gondolier
Gondolier è il terzo album in studio della cantante franco-italiana Dalida, pubblicato nel 1958.

## Tracce
Lato A
1. Gondolier – 2:54 (Jean Broussolle, Peter De Angelis)
2. Histoire d'un amour – 3:04 (Carlos Eleta Almarán, Francis Blanche)
3. Calypso italiano – 2:26 (Jacques Plante, Lou Monte)
4. Pour garder – 2:35 (Charles Aznavour, Eddie Barclay, Raymond Lefèvre)
5. Lazzarelle – 3:12 (Domenico Modugno, Jacques Larue, Riccardo Pazzaglia)

Lato B
1. Buenas noches mi amor – 2:44 (Hubert Giraud, Marc Fontenoy)
2. Le jour où la pluie viendra – 2:55 (Gilbert Bécaud, Pierre Delanoë)
3. J'écoute chanter la brise – 2:24 (Carlos Rocha, Jacques Plante)
4. Pardon – 2:55 (Pierre Delanoë, Roberto Cantoral)
5. Oh! Là Là (Chellà Là) – 2:46 (Alessandro Taccani, Fernand Bonifay)